# Cultura de Longshan
La cultura de Longshan (龙山文化) va ser una cultura xinesa del Neolític tardà (3000-2000 aC) que es va desenvolupar a Shandong, a Liaodong i a les conques inferior i mitjana del riu Groc, a Henan, Shanxi, Shaanxi, Hebei, Jiangsu i Hubei. Treu el seu nom de la vila de Longshan al municipi de Jinan, a la província de Shandong, on Wu Jinding va descobrir el 1928 l'indret de Chengziyai.

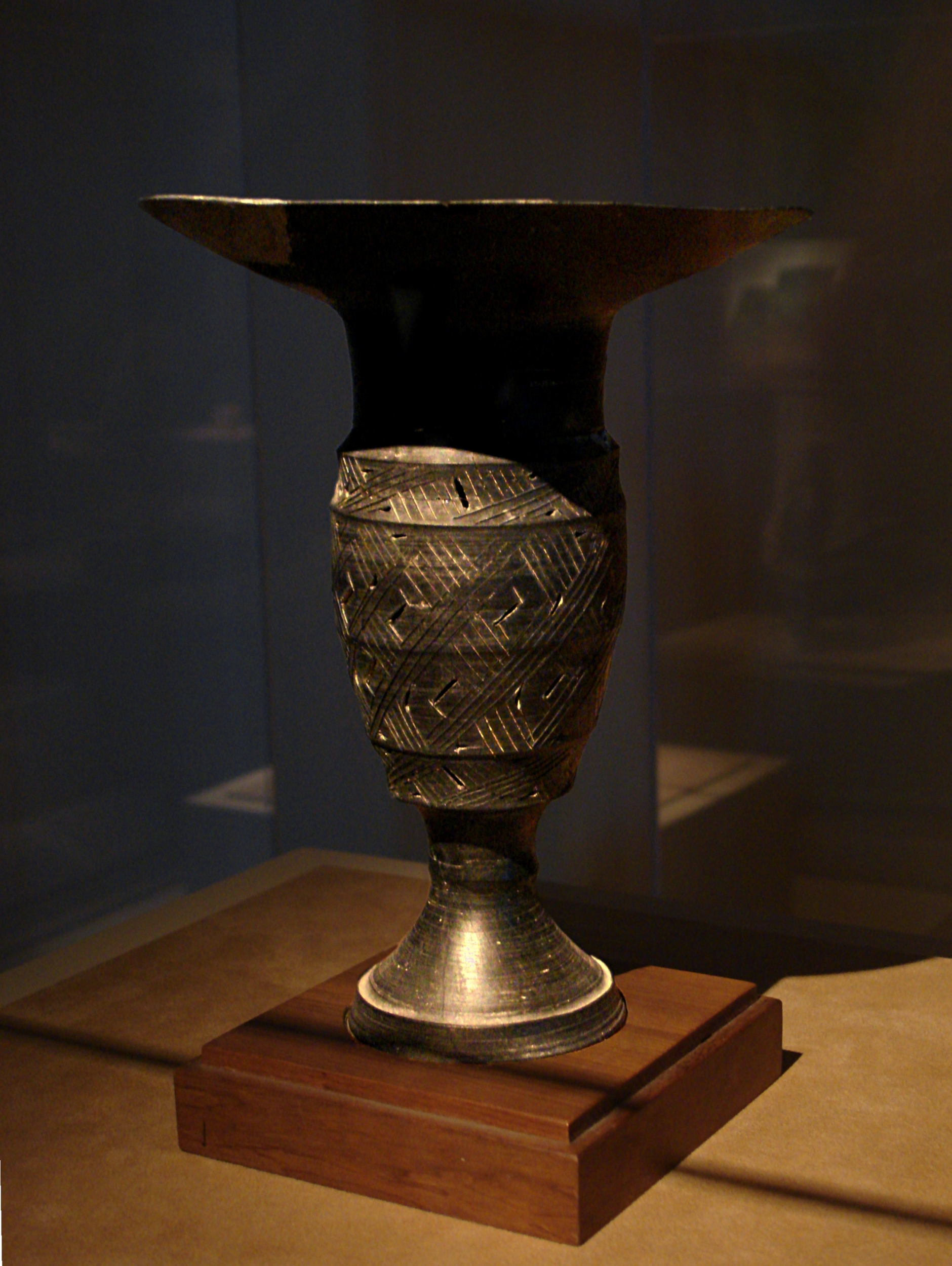
Terrissa negra "closca d'ou", pertanyent a la cultura de Longshan

A diferència del que es pensava, la civilització xinesa no és el resultat de la irradiació d'un nucli originari situat a la plana central, sinó el resultat de la interacció entre les múltiples i diverses cultures que havien sorgit a partir del 5000 aC al llarg i ample de la geografia xinesa. En una primera fase, aquestes cultures, que tenien un marcat caràcter regional, van ampliar l'àrea d'influència i van augmentar-ne la interacció. Cap al 4000 aC, els grans centres de cultura del mill, Yangshao, Dawenkou i Hongshan, tendeixen a expandir-se i interrelacionar-se, mentre augmenten els indicis de contactes entre Dawenkou i les cultures del Yangzi. Aquesta esfera d'interacció dintre d'aquesta xarxa de nuclis va cristal·litzar cap al 3000 aC en la cultura de Longshan i, durant aquest període, la societat xinesa va evolucionar en tres aspectes essencials: diferenciació creixent en riquesa econòmica i poder polític; creixent importància del ritual; i aparició de la violència en les relacions externes i en el control intern.
Un factor distintiu de la cultura Longshan era l'alt nivell tècnic de la seva ceràmica, com indiquen els nombrosos vestigis de pots i vasos de ceràmica trobats.
La cultura de Longshan també va marcar la transició per a l'establiment de ciutats, indicat pels vestigis de murs de terra premsada trobats, per exemple, al jaciment arqueològic de Taosi, a la província de Shanxi. Van aparèixer les muralles de terra piconada, que indiquen tant la transmissió de tecnologia com l'aparició de les primeres grans obres públiques. A Longshan, no es troben, però, canvis visibles en la tecnologia i la producció d'aliments; el cultiu d'arròs ja estava clarament establert en aquest període.
La població neolítica xinesa va assolir l'apogeu durant la cultura de Longshan. A la fi de la cultura de Longshan, la població va decréixer clarament, fet indicat per la brusca desaparició de vasos de ceràmica d'alta qualitat, que acostumaven a ser trobats en quantitat en els vestigis de ritus fúnebres.